# Palmoli
Palmoli är en ort och kommun i provinsen Chieti i regionen Abruzzo i Italien. Kommunen hade 905 invånare (2018).